# Tlaola
Tlaola es una población del estado mexicano de Puebla, localizada en la región de la Sierra Norte. Es cabecera del municipio de Tlaola.

## Toponimia
El origen de la palabra tlaola proviene del náhuatl Tlaolatl. Se divide en Tlaollín, que significa maíz desgranado, olatl que significa agua y lan, que significa junto. El significado de tlaola es " maíz que brota del agua" o " entre el maíz desgranado y seco".

## Historia
Durante el periodo posclásico mesoamericano, en la región geográfica que actualmente pertenece al municipio de Tlaola, se establecieron grupos de totonacos y otomíes. Al ser sometidos por la última confederación de estados indígenas que se ubicaban en el valle de México (triple alianza) formada por Tenochtitlán, Texcoco y Tlacopan, estos habitantes pasaron a ser tributarios de Texcoco.
Durante la época de la conquista, el territorio de Tlaola fue convertido en una encomienda; después paso a estar bajo la jurisdicción eclesiástica de Zacatlán en 1750. Durante el siglo XIX fue parte del distrito de Huachinango. Finalmente en 1895 el territorio fue constituido como municipio libre, la cabecera municipal pasó a ser el pueblo de Tlaola.

## Fiestas y tradiciones
La fiesta más importante es la llamada “fiesta patronal” la cual se festeja del 13 al 15 de agosto en honor a la Virgen de la Asunción, esta fiesta se celebra con misas, rezos, procesiones, bailes, etc. Entre estos bailes sobresalen las danzas de los "Quetzalines", "Voladores", "Tejedores", " Los charros " y "Huehues".
En cuanto a las tradiciones la más sobresaliente es el Día de muertos el cual se conmemora el 1 y 2 de noviembre en donde se elaboran ofrendas y arreglos florales. 
Los trajes típicos de la región en cuanto a las mujeres utilizan una blusa blanca la cual esta bordada con motivos florales, el peinado es una trenza con listones entrelazados, el hombre utiliza un calzón junto con una camisa de manta, sombrero hecho de palma, morral y huaraches.